# Нагорно-Карабах
Нагорно-Карабах или Горски Карабах (јерм. Լեռնային Ղարաբաղ, азер. Dağlıq Qarabağ / Yuxarı Qarabağ, рус. Нагорный Карабах), етногеографски је назив за територију на подручју јужног Кавказа некада настањену Јерменима. На овој територији налазила се Република Арцах (претходно звана Нагорнокарабашка Република), која је фактички била независна, али међународно непризната.
Регион се обично изједначава са административним границама бивше аутономне области Нагорно-Карабах, која обухвата 4.400 km2 (1.700 sq mi) ; међутим, историјски обим региона обухвата приближно 8.223 km2 (3.175 sq mi).
27. септембра 2020. избио је нови рат у Нагорно-Карабаху и околним територијама, у којем су оружане снаге и Азербејџана и Јерменије пријавиле војне и цивилне жртве. Азербејџан је остварио значајне добитке током рата, повративши окупиране територије око Нагорно-Карабаха и заузевши једну трећину Нагорног Карабаха, укључујући Шушу и Хадрут. Рат је завршен 10. новембра 2020. када је потписан трилатерални споразум о прекиду ватре између Азербејџана, Јерменије и Русије, који је приморао Јерменију да врати све преостале окупиране територије око Нагорно-Карабаха.
Азербејџан је 19. септембра 2023. покренуо војну офанзиву великих размера у Нагорно-Карабаху, која је резултирала победом Азербејџана, разоружањем снага Републике Арцах и егзодусом Јермена из региона. Република Арцах је накнадно пристала да буде распуштена до 1. јануара 2024.